# All-Star Game de la NBA 2024
El All-Star Game de la NBA de 2024 fue la septuagésima tercera edición del partido de las estrellas de la NBA. Tuvo lugar el 18 de febrero de 2024 en el Gainbridge Fieldhouse de Indianapolis, Indiana, sede de los Indiana Pacers. En un principio estaba previsto que Indiana acogiera el All-Star de 2021, pero las condiciones de salud pública impidieron que los Pacers, el Comité Anfitrión del All-Star y la NBA planificaran y ejecutaran adecuadamente las actividades del fin de semana centradas en los aficionados en Indianápolis que estaban previstas para febrero, debido a la pandemia de Covid. En esta edición se retoma el formato de Conferencia Este contra Conferencia Oeste, algo que no sucedía desde 2017. La votación del All-Star comenzó el 19 de diciembre de 2023 y finalizó el 20 de enero de 2024. El equipo del Este se impuso al del Oeste con récord de anotación (211-186).

## Novedades

### Cambio de formato
El 25 de octubre de 2023, el comisionado de la NBA, Adam Silver, anunció que el All-Star de 2024 volverá al formato de Conferencia Este contra Conferencia Oeste, algo que se utilizó por última vez en el All-Star de 2017, junto con la eliminación del final al que anote antes 24 puntos que se utilizó por primera vez en 2020. Se mantendrá el aspecto benéfico, y el equipo que obtenga la mayor cantidad de puntos en cada cuarto ganará un premio en efectivo que se destinará a la organización benéfica elegida.

### Consurso de triples NBA vs WNBA
Por primera vez en la historia se celebró un concurso de triples entre un jugador de la NBA y una jugadora de la WNBA.
El evento se desarrolló el sábado 17 de febrero después del tradicional concurso de triples y antes del concurso de mates y fue una competición entre Stephen Curry y Sabrina Ionescu. Curry ganó el concurso con 29 puntos, frente a los 26 de Ionescu.

## All-Star Game

### Jugadores
Los quintetos iniciales del All-Star Game se anunciaron el 25 de enero de 2024, mientras que los suplentes fueron anunciados el día 1 de febrero. El 6 de febrero se anunciaron los reemplazos para los dos lesionados en el este.
- Cursiva indica el líder en votos por conferencia

| Pos              | Jugador               | Equipo              | N.º de selec.    |
| Quinteto inicial | Quinteto inicial      | Quinteto inicial    | Quinteto inicial |
| ---------------- | --------------------- | ------------------- | ---------------- |
| G                | Tyrese Haliburton     | Indiana Pacers      | 2                |
| G                | Damian Lillard        | Milwaukee Bucks     | 8                |
| F                | Giannis Antetokounmpo | Milwaukee Bucks     | 8                |
| F                | Jayson Tatum          | Boston Celtics      | 5                |
| C                | Joel Embiid           | Philadelphia 76ers  | 7                |
| Reservas         |                       |                     |                  |
| G                | Jaylen Brown          | Boston Celtics      | 3                |
| G                | Donovan Mitchell      | Cleveland Cavaliers | 5                |
| G                | Jalen Brunson         | New York Knicks     | 1                |
| G                | Tyrese Maxey          | Philadelphia 76ers  | 1                |
| F                | Paolo Banchero        | Orlando Magic       | 1                |
| F                | Julius Randle         | New York Knicks     | 3                |
| C                | Bam Adebayo           | Miami Heat          | 3                |
| Reemplazos       |                       |                     |                  |
| G                | Trae Young            | Atlanta Hawks       | 3                |
| F                | Scottie Barnes        | Toronto Raptors     | 1                |

| Pos              | Jugador                 | Equipo                 | N.º de selec.    |
| Quinteto inicial | Quinteto inicial        | Quinteto inicial       | Quinteto inicial |
| ---------------- | ----------------------- | ---------------------- | ---------------- |
| G                | Shai Gilgeous-Alexander | Oklahoma City Thunder  | 2                |
| G                | Luka Dončić             | Dallas Mavericks       | 5                |
| F                | LeBron James            | Los Angeles Lakers     | 20               |
| F                | Kevin Durant            | Phoenix Suns           | 14               |
| C                | Nikola Jokić            | Denver Nuggets         | 6                |
| Reservas         |                         |                        |                  |
| G                | Stephen Curry           | Golden State Warriors  | 10               |
| G                | Anthony Edwards         | Minnesota Timberwolves | 2                |
| G                | Devin Booker            | Phoenix Suns           | 4                |
| F                | Paul George             | Los Angeles Clippers   | 9                |
| F                | Kawhi Leonard           | Los Angeles Clippers   | 6                |
| C                | Anthony Davis           | Los Angeles Lakers     | 9                |
| C                | Karl-Anthony Towns      | Minnesota Timberwolves | 4                |
| Reemplazos       |                         |                        |                  |

### Entrenadores
Chris Finch, entrenador de los Minnesota Timberwolves, y Doc Rivers, entrenador de los Milwaukee Bucks, fueron seleccionados como los entrenadores de los equipos del Oeste y del Este, respectivamente.

### Partido
El All-Star de 2024 volvió al formato anterior a 2018, con dos equipos que representan a las dos conferencias jugando en cuatro cuartos de 12 minutos. Se mantuvo el aspecto benéfico, en el que el equipo que obtuviera la mayor cantidad de puntos en cada cuarto recibiría un premio en efectivo, que sería donado a una organización benéfica designada.
| 18 de febrero de 2024 | Conferencia Oeste                                                 | 186–211                               | Conferencia Este                                                   | |  |
| 8:00 pm ET            | Parciales: 47–53, 42–51, 47–56, 50–51                             | Parciales: 47–53, 42–51, 47–56, 50–51 | Parciales: 47–53, 42–51, 47–56, 50–51                              | |  |
|                       | Estadísticas Karl-Anthony Towns 50 Anthony Davis 8 Nikola Jokić 9 | Reporte Pts Reb Asts                  | Estadísticas Damian Lillard 39 (MVP) Paolo Banchero 9 Trae Young 7 | Pabellón: Gainbridge Fieldhouse, Indianapolis, Indiana Asistencia: 17,251 espectadores Árbitros: - #25 Tony Brothers - #58 Mark Lindsay - #11 Derrick Collins Televisión: TNT, TBS, truTV |  |

## All Star Weekend

### Rising Stars Challenge
El 30 de enero se anunciaron los participantes en el torneo, que formarán cuatro equipos, además de los entrenadores.
Entrenadores
Pau Gasol, Tamika Catchings, Jalen Rose y Detlef Schrempf
Jugadores
| Jugador            | Equipo                 |
| ------------------ | ---------------------- |
| Bilal Coulibaly    | Washington Wizards     |
| Keyonte George     | Utah Jazz              |
| Jordan Hawkins     | New Orleans Pelicans   |
| Scoot Henderson    | Portland Trail Blazers |
| Chet Holmgren      | Oklahoma City Thunder  |
| Jaime Jaquez Jr.   | Miami Heat             |
| Dereck Lively II   | Dallas Mavericks       |
| Brandon Miller     | Charlotte Hornets      |
| Brandin Podziemski | Golden State Warriors  |
| Cason Wallace      | Oklahoma City Thunder  |
| Victor Wembanyama  | San Antonio Spurs      |

| Jugador            | Equipo                 |
| ------------------ | ---------------------- |
| Paolo Banchero     | Orlando Magic          |
| Dyson Daniels      | New Orleans Pelicans   |
| Jalen Duren        | Detroit Pistons        |
| Jaden Ivey         | Detroit Pistons        |
| Walker Kessler     | Utah Jazz              |
| Bennedict Mathurin | Indiana Pacers         |
| Keegan Murray      | Sacramento Kings       |
| Shaedon Sharpe     | Portland Trail Blazers |
| Jabari Smith Jr.   | Houston Rockets        |
| Jalen Williams     | Oklahoma City Thunder  |

| Jugador          | Equipo               |
| ---------------- | -------------------- |
| Izan Almansa     | G League Ignite      |
| Matas Buzelis    | G League Ignite      |
| Ron Holland      | G League Ignite      |
| Mac McClung      | Osceola Magic        |
| Tyler Smith      | G League Ignite      |
| Oscar Tshiebwe   | Indiana Mad Ants     |
| Alondes Williams | Sioux Falls Skyforce |

Equipos
| Pos.                                                   | Jugador            | Equipo                | R/S/GL    |
| ------------------------------------------------------ | ------------------ | --------------------- | --------- |
| F                                                      | Victor Wembanyama  | San Antonio Spurs     | Rookie    |
| F                                                      | Brandon Miller     | Charlotte Hornets     | Rookie    |
| F                                                      | Jaime Jaquez Jr.   | Miami Heat            | Rookie    |
| F                                                      | Jabari Smith Jr.   | Houston Rockets       | Sophomore |
| G                                                      | Brandin Podziemski | Golden State Warriors | Rookie    |
| G                                                      | Cason Wallace      | Oklahoma City Thunder | Rookie    |
| G                                                      | Bilal Coulibaly    | Washington Wizards    | Rookie    |
| Entrenador honorífico: Pau Gasol                       |                    |                       |           |
| Entrenador: Micah Nori (Asistente de los Timberwolves) |                    |                       |           |

| Pos.                                     | Jugador            | Equipo                 | R/S/GL    |
| ---------------------------------------- | ------------------ | ---------------------- | --------- |
| F                                        | Paolo Banchero     | Orlando Magic          | Sophomore |
| F                                        | Keegan Murray      | Sacramento Kings       | Sophomore |
| G                                        | Jaden Ivey         | Detroit Pistons        | Sophomore |
| G                                        | Dyson Daniels      | New Orleans Pelicans   | Sophomore |
| G                                        | Vince Williams Jr. | Memphis Grizzlies      | Sophomore |
| G                                        | Scoot Henderson    | Portland Trail Blazers | Rookie    |
| G                                        | Keyonte George     | Utah Jazz              | Rookie    |
| C                                        | Jalen Duren        | Detroit Pistons        | Sophomore |
| Entrenadora honorífica: Tamika Catchings |                    |                        |           |
| Entrenador: Elston Turner                |                    |                        |           |

| Pos.                              | Jugador            | Equipo                 | R/S/GL    |
| --------------------------------- | ------------------ | ---------------------- | --------- |
| F                                 | Chet Holmgren      | Oklahoma City Thunder  | Rookie    |
| F                                 | Dereck Lively II   | Dallas Mavericks       | Rookie    |
| F                                 | Jeremy Sochan      | San Antonio Spurs      | Sophomore |
| G                                 | Jalen Williams     | Oklahoma City Thunder  | Sophomore |
| G                                 | Bennedict Mathurin | Indiana Pacers         | Sophomore |
| G                                 | Shaedon Sharpe     | Portland Trail Blazers | Sophomore |
| G                                 | Jordan Hawkins     | New Orleans Pelicans   | Rookie    |
| C                                 | Walker Kessler     | Utah Jazz              | Sophomore |
| Entrenador honorífico: Jalen Rose |                    |                        |           |
| Entrenador: Joe Prunty            |                    |                        |           |

| Pos.                                   | Jugador          | Equipo               | R/S/GL   |
| -------------------------------------- | ---------------- | -------------------- | -------- |
| F                                      | Izan Almansa     | G League Ignite      | Prospect |
| F                                      | Matas Buzelis    | G League Ignite      | Prospect |
| F                                      | Ron Holland      | G League Ignite      | Prospect |
| F                                      | Tyler Smith      | G League Ignite      | Prospect |
| F                                      | Oscar Tshiebwe   | Indiana Mad Ants     | Prospect |
| F                                      | Emoni Bates      | Cleveland Charge     | Prospect |
| G                                      | Mac McClung      | Osceola Magic        | Prospect |
| G                                      | Alondes Williams | Sioux Falls Skyforce | Prospect |
| Entrenador honorífico: Detlef Schrempf |                  |                      |          |
| Entrenador: Patrick Mutombo            |                  |                      |          |

1. ↑  Dyson Daniels no pudo participar debido a una lesión.[12]
2. ↑  Vince Williams sustituyó a Dyson Daniels por lesión.[12]
3. ↑  Jeremy Sochan sustituyó a Shaedon Sharpe por lesión.[13]
4. ↑  Shaedon Sharpe no pudo participar debido a una lesión.[13]
5. ↑  Ron Holland no pudo participar debido a una lesión.[14]
6. ↑  Emoni Bates sustituyó a Ron Hollande por lesión.[14]

|  | Semifinales | Semifinales |            |    | Final | Final |
|  |             |             |            |    |       |       |
|  |             |             |            |    |       |       |
|  |             |             |            |    |       |       |
|  | Team Jalen  | 40          |            |    |       |       |
|  | Team Jalen  | 40          |            |    |       |       |
|  | Team Tamika | 35          |            |    |       |       |
|  | Team Tamika | 35          | Team Jalen | 25 |       |       |
|  |             |             | Team Jalen | 25 |       |       |
|  |             | Team Detlef | 13         |    |       |       |
|  | Team Detlef | Team Detlef | 13         | 41 |       |       |
|  | Team Detlef |             |            | 41 |       |       |
|  | Team Pau    | 36          |            |    |       |       |
|  | Team Pau    | 36          |            |    |       |       |

### Celebrity Game
El Celebrity Game, patrocinado por Ruffles, se disputó el viernes 16 de febrero en el Lucas Oil Stadium de Indiana, un pabellón distinto al principal.
Participantes
| Jugaror(a)                                                        | Profesión               |
| ----------------------------------------------------------------- | ----------------------- |
| Micah Parsons                                                     | Jugador de la NFL       |
| Conor Daly                                                        | Piloto de automovilismo |
| Quincy Isaiah                                                     | Actor                   |
| Jewell Loyd                                                       | Jugadora de la WNBA     |
| Kai Cenat                                                         | Streamer                |
| Dylan Wang                                                        | Actor                   |
| Lilly Singh                                                       | Actriz                  |
| Sir                                                               | Cantante/compositor     |
| Walker Hayes                                                      | Cantante country        |
| Anuel AA (2)                                                      | Cantante                |
| Puka Nacua                                                        | Jugador de la NFL       |
| Entrenador: Shannon Sharpe (antiguo jugador de la NFL)            |                         |
| Entrenador asistente: 50 Cent (rapero y actor)                    |                         |
| Entrenador asistente: Peyton Manning (antiguo jugadfor de la NFL) |                         |

| Jugador(a)                                              | Profesión                            |
| ------------------------------------------------------- | ------------------------------------ |
| Jennifer Hudson                                         | Actriz, productora y presentadora TV |
| Metta Sandiford-Artest                                  | antiguo jugador de la NBA            |
| Jack Ryan                                               | Baloncestista callejero              |
| AJ McLean                                               | Cantante                             |
| C. J. Stroud                                            | Jugador de la NFL                    |
| Kwame Onwuachi                                          | Chef                                 |
| Natasha Cloud                                           | Jugadora de la WNBA                  |
| Adam Blackstone                                         | Músico                               |
| Gianmarco Tamberi (2)                                   | Campeón olímpico de salto de altura  |
| Tristan Jass                                            | Youtuber                             |
| Mecole Hardman                                          | Jugador de la NFL                    |
| Entrenador: Stephen A. Smith (periodista deportivo)     |                                      |
| Entrenador asistente: Lil Wayne (rapero y compositor)   |                                      |
| Entrenador asistente: A'ja Wilson (jugadora de la WNBA) |                                      |

Partido
| 16 de febrero de 2024 | Team Shannon                                                | 100–91                                | Team Stephen A.                                          |                                                                     |  |
| 7:00 pm ET            | Parciales: 22–26, 30–19, 20–26, 28–20                       | Parciales: 22–26, 30–19, 20–26, 28–20 | Parciales: 22–26, 30–19, 20–26, 28–20                    |                                                                     |  |
|                       | Estadísticas Micah Parsons 37 Micah Parsons 16 Puka Nacua 4 | Reporte Pts Reb Asts                  | Estadísticas CJ Stroud 31 Tristan Jass 10 Tristan Jass 6 | Pabellón: Lucas Oil Stadium, Indianapolis, Indiana Televisión: ESPN |  |

### Skills Challenge
El 8 de febrero de 2024, se anunciaron los tres equipos participantes al concurso Kia Skills Challenge: Venció el equipo que representaba a la franquicia local, los Indiana Pacers.
Equipos
| Pos. | Jugador            | Equipo         |
| ---- | ------------------ | -------------- |
| B    | Tyrese Haliburton  | Indiana Pacers |
| A    | Bennedict Mathurin | Indiana Pacers |
| P    | Myles Turner       | Indiana Pacers |

| Pos. | Jugador           | Equipo                 |
| ---- | ----------------- | ---------------------- |
| AP   | Paolo Banchero    | Orlando Magic          |
| E    | Anthony Edwards   | Minnesota Timberwolves |
| AP   | Victor Wembanyama | San Antonio Spurs      |

| Pos. | Jugador        | Equipo             |
| ---- | -------------- | ------------------ |
| A    | Scottie Barnes | Toronto Raptors    |
| B    | Tyrese Maxey   | Philadelphia 76ers |
| B    | Trae Young     | Atlanta Hawks      |

### Three Point Contest
El 8 de febrero se anunciaron los participantes al concurso de triples.
| Pos. | Jugador            | Equipo                 | Altura         | Peso            | Primera ronda | Ronda final |
| ---- | ------------------ | ---------------------- | -------------- | --------------- | ------------- | ----------- |
| B    | Damian Lillard     | Milwaukee Bucks        | 1,88 m (6′ 2″) | 88 kg (194 lb)  | 26 (16)       | 26          |
| B    | Trae Young         | Atlanta Hawks          | 1,85 m (6′ 1″) | 74 kg (163 lb)  | 26 (15)       | 24          |
| P    | Karl-Anthony Towns | Minnesota Timberwolves | 2,13 m (7′ 0″) | 112 kg (246 lb) | 26 (16)       | 24          |
| B    | Tyrese Haliburton  | Indiana Pacers         | 1,96 m (6′ 5″) | 84 kg (185 lb)  | 26 (12)       | DNQ         |
| AP   | Lauri Markkanen    | Utah Jazz              | 2,13 m (7′ 0″) | 109 kg (240 lb) | 25            | DNQ         |
| B    | Jalen Brunson      | New York Knicks        | 1,88 m (6′ 2″) | 83 kg (183 lb)  | 24            | DNQ         |
| E    | Donovan Mitchell   | Cleveland Cavaliers    | 1,91 m (6′ 3″) | 98 kg (216 lb)  | 21            | DNQ         |
| E    | Malik Beasley      | Milwaukee Bucks        | 1,93 m (6′ 4″) | 85 kg (187 lb)  | 20            | DNQ         |

### Stephen vs. Sabrina
Después del concurso de tres puntos del sábado 17 de febrero, Stephen Curry y Sabrina Ionescu compitieron en un desafío extra de triples cara a cara, el primer desafío de este tipo que enfrenta a un jugador de la NBA contra una jugadora de la WNBA durante el All-Star Weekend (sin tener en cuenta eventos de equipo). Ionescu había ganado el Concurso de Triples durante el All Star de la WNBA 2023 en Las Vegas con una puntuación de 37 en la segunda ronda, que superó el récord de la NBA de 31 que estableció Curry en 2021 en Atlanta y que Haliburton igualó en 2023 en Salt Lake City.
Ambos jugadores lanzaron desde la línea de 3 puntos de la NBA, pero Curry usó balones de baloncesto del tamaño de la NBA y Ionescu usó balones del tamaño de la WNBA.
| Pos. | Jugador/a       | Equipo                | Altura          | Peso           | Ronda final |
| ---- | --------------- | --------------------- | --------------- | -------------- | ----------- |
| B    | Stephen Curry   | Golden State Warriors | 1,88 m (6′ 2″)  | 84 kg (185 lb) | 29          |
| B    | Sabrina Ionescu | New York Liberty      | 1,80 m (5′ 11″) | 75 kg (165 lb) | 26          |

### Slam Dunk Contest
El 8 de febrero se revelaron los cuatro participantes en el concurso.
| Pos. | Jugador          | Equipo                    | Altura         | Peso            | Primera ronda    | Ronda final      |
| ---- | ---------------- | ------------------------- | -------------- | --------------- | ---------------- | ---------------- |
| B    | Mac McClung      | Osceola MagicNBA G League | 1,88 m (6′ 2″) | 84 kg (185 lb)  | 97.4 (48+49.4)   | 98.8 (48.8+50)   |
| E    | Jaylen Brown     | Boston Celtics            | 1,98 m (6′ 6″) | 101 kg (222 lb) | 96.4 (48.8+47.6) | 97.8 (48.6+49.2) |
| A    | Jacob Toppin     | New York Knicks           | 2,03 m (6′ 8″) | 91 kg (200 lb)  | 95 (47.8+47.2)   | DNQ              |
| A    | Jaime Jaquez Jr. | Miami Heat                | 1,98 m (6′ 6″) | 102 kg (224 lb) | 94.2 (47.4+46.8) | DNQ              |